# Таунсенд, Джон, 4-й маркиз Таунсенд
Контр-адмирал Джон Таунсенд, 4-й маркиз Таунсенд (англ. John Townshend, 4th Marquess Townshend; 28 марта 1798 — 10 сентября 1863) — британский дворянин, пэр, политик и командующий флотом. Он был известен как Джон Таунсенд с 1798 по 1855 год.

## Биография
Родился 28 марта 1798 года. Второй сын лорда Джона Таунсенда (1757—1833), младшего сына фельдмаршала Джорджа Таунсенда, 1-го маркиза Таунсенда. Его матерью была Джорджиана Энн Пойнц (1763—1851), дочь Уильяма Пойнца и Изабеллы Кортни.
Джон Таунсенд служил в Королевском военно-морском флоте и получил звание контр-адмирала. В период с 1847 по 1855 год он также был членом Палаты общин Великобритании от Тамворта.
31 декабря 1855 года после смерти своего двоюродного брата, Джорджа Таунсенда, 3-го маркиза Таунсенда (1778—1855), не имевшего потомства, Джон Таунсенд унаследовал титул 4-го маркиза Таунсенда и остальные родовые титулы, став членом Палаты лордов.
18 августа 1825 года лорд Джон Таунсенд женился на Элизабет Джейн Крайтон-Стюарт (18 июля 1803 — 27 января 1877), дочери лорда Джорджа Стюарта (1780—1841), младшего сына Джона Крайтона-Стюарта, 1-го маркиза Бьюта, и Джейн Стюарт. У них было пятеро детей:
- Леди Одри Джейн Шарлотта Таунсенд (? — 20 февраля 1926), 1-й муж с 1873 года достопочтенный Гревиль Теофилий Говард (1836—1880), сын Чарльза Говарда, 17-го графа Саффолка; 2-й муж с 1882 года генерал Редверс Генри Буллер (1839—1908).
- Леди Анна Мария Таунсенд (? — 14 февраля 1899), с 1854 года замужем за капитаном Александром Новеллом Шерсоном (? — 1882)
- Джон Вильерс Стюарт Таунсенд, 5-й маркиз Таунсенд (10 апреля 1831 — 26 октября 1899), старший сын и преемник отца
- Джеймс Дадли Браулоу Стюарт Таунсенд (14 декабря 1832 — 11 августа 1846), не женат
- Леди Элизабет Клементина Таунсенд (23 августа 1834 — 18 ноября 1910), в 1856 году вышла замуж за Джона Сент-Обина, 1-го барона Сент-Левана (1829—1808), от которого у неё было тринадцать детей.

Лорд Таунсенд умер в сентябре 1863 года в возрасте 65 лет в результате падения с лошади на территории своего дома Рейнхэм-Холл и был похоронен в Ист-Рейнхэме, графство Норфолк. Ему наследовал титул его старший сын Джон. Леди Таунсенд умерла в 1877 году.